# 28. vestlige længdekreds
Den 28. vestlige længdekreds (eller 28 grader vestlig længde) er en længdekreds, der ligger 28 grader vest for nulmeridianen. Den løber gennem Ishavet, Grønland, Atlanterhavet, det Sydlige Ishav og Antarktis.